# Magnolia × soulangeana
Magnolia × soulangeana Soul.-Bod., 1826 è un ibrido interspecifico ottenuto dall'incrocio tra Magnolia denudata con Magnolia liliiflora.
È un albero con foglie caduche con larghi e precoci fiori di colore variabile dal bianco, rosa, fino al viola. È una delle specie più usate in orticoltura, largamente coltivata in Gran Bretagna, specialmente nel sud dell'Inghilterra; e negli Stati Uniti, in particolare sulle coste orientali ed occidentali.

## Origine dell'ibrido
L'ibrido è stato originariamente creato dal francese Étienne Soulange-Bodin, un ufficiale in pensione della cavalleria napoleonica, nel suo castello di Fromont, vicino a Parigi..
Dalla Francia l'ibrido entrò velocemente in coltivazione in Inghilterra e in altre parti di Europa, e anche in Nord America. Da allora, gli ibridatori di piante di molti paesi hanno continuato a migliorare questa specie. Oltre un centinaio di varietà coltivate (cultivar) sono oggi conosciute e coltivate.

## Descrizione
Questa pianta cresce producendo molte branche basali a formare un largo cespuglio o un piccolo albero. Sui robusti rami porta foglie alterne, semplici e lucenti, di colore verde chiaro e forma ovale.
I fiori sbocciano in gran numero sull'albero ancora spoglio, all'inizio della primavera. Le foglie cominciano ad accrescersi subito dopo e vi rimangono fino all'autunno. I fiori della Magnolia × soulangeana sono larghi, con un diametro medio di 10–20 cm, variamente colorati dal bianco, rosa, al marrone rossastro. Una varietà americana, 'Grace McDade' dell'Alabama, è considerata la varietà con i fiori più grandi, con 35 cm di diametro, di colore rosa-violetto e bianco. Magnolia x soulangeana 'Jurmag1', ha i fiori più scuri e compatti di tutte le altre varietà. Il momento preciso della fioritura e la sua durata cambiano da varietà a varietà, così come la forma del fiore. Qualche varietà possiede fiori globulari, altre hanno fiori a forma di coppa o più appiattita.

## Distribuzione e habitat
La pianta è largamente coltivata in molti paesi europei, soprattutto in Inghilterra, e sulla fascia litorale dell'America settentrionale.

## Coltivazione
Questa magnolia è nota per la sua facilità di coltivazione e la sua relativa tolleranza al vento e ai suoli alcalini (due vulnerabilità di molte altre specie di Magnolia).

## Usi
È usata come pianta ornamentale in molti giardini e parchi, coltivata a cespuglio o ad albero solitario.